# Пегов, Павел Георгиевич
Павел Георгиевич Пегов ( род. 29 ноября 1956, Улан-Удэ) — советский конькобежец, специализировавшийся в спринте, участник зимних Олимпийских игр 1984 года, серебряный призёр чемпионата мира, 3-кратный рекордсмен мира, 3-кратный призёр чемпионата СССР в спринтерском многоборье, заслуженный мастер спорта СССР (2003). Выступал за "Локомотив" (Москва), ЦСКА.

## Спортивная карьера
Павел Пегов родился в Улан-Удэ, где и начал кататься на коньках. В 12-летнем возрасте занялся конькобежным спортом под руководством заслуженного тренера РСФСР Нины Алексеевны Бобровой, которая встретила его на городском катке и просто предложила ему заниматься у неё в группе. Вместе они проработали 10 лет. С 1975 года Павел участвовал на юниорских первенствах СССР, а в 1976 году выполнил норматив мастера спорта СССР.
В конце 70-х вместе с женой он переехал в Москву, где стал выступать за спортивное общество "Локомотив". С 1975 года проходил подготовку в сборной профсоюзов под руководством Геннадия Гершмана и Бориса Драбкина. В 1977 году Пегов получил звание мастера спорта международного класса. В 1979 году он перенёс операцию, а с 1980 году по предложению тренера Владимира Кащея стал тренироваться на спринтерских дистанциях и сразу стал чемпионом РСФСР в спринте.
В 1981 занял впервые 3-е место на чемпионате СССР в спринтерском многоборье, после чего ещё дважды в 1983 и в 1984 годах был бронзовым и серебряным призёром. В 1982 году выиграл спринт на чемпионате спортивного клуба Армии, за который он выступал в то время. В 1983 году занял 3-е на чемпионате СССР в спринте и на чемпионате мира в спринтерском многоборье он завоевал серебряную медаль. 
25 и 26 марта того же года установил мировые рекорды на дистанции 1000 метров, первым выбежав из 1 минуты и 13 секунд — 1.12,58 секунд и 500 метров 36,68 секунд, а на следующий день улучшил мировой рекорд на 500 метров — 36,57 секунд. Получившаяся сумма многоборья была рекордной - 146,955, и Павел стал первым претендентом на Олимпийское золото.
На Зимних Олимпийских играх в Сараево 1984 года Пегов занял лишь 13 место на дистанции 1000 метров. По стечению обстоятельств ему пришлось бежать дистанцию одному, без пары, в итоге призовые места достались другим участникам. После Олимпиады Пегов несколько раз становился победителем международных соревнований и призером чемпионатов СССР. В 1985 году завершил карьеру спортсмена.

### Личная жизнь
Павел Пегов учился в Восточно-Сибирском технологическом институте. В настоящее время живёт и трудится в Москве. Он работает тренером в СК СК «Крылатское» уже более 20 лет. В свободное от работы время именитый спортсмен увлекается собиранием пазлов и столярными работами.